# Biatlo nos Jogos Olímpicos de Inverno de 2010 - Largada coletiva masculina
A largada coletiva masculina do biatlo nos Jogos Olímpicos de Inverno de 2010 foi disputada no Parque Olímpico de Whistler em 21 de fevereiro de 2010.

## Medalhistas
| Ouro   | RUS Evgeny Ustyugov |
| Prata  | FRA Martin Fourcade |
| Bronze | SVK Pavol Hurajt    |

## Resultados
| Pos.              | Nº | Atleta                      | Tempo   | Penalties (P+P+S+S) | Diferença |
| ----------------- | -- | --------------------------- | ------- | ------------------- | --------- |
| Medalha de ouro   | 8  | RUS Evgeny Ustyugov         | 35:35.7 | 0 (0+0+0+0)         |           |
| Medalha de prata  | 16 | FRA Martin Fourcade         | 35:46.2 | 3 (2+0+0+1)         | +10.5     |
| Medalha de bronze | 19 | SVK Pavol Hurajt            | 35:52.3 | 0 (0+0+0+0)         | +16.6     |
| 4                 | 4  | AUT Christoph Sumann        | 36:01.6 | 1 (0+1+0+0)         | +25.9     |
| 5                 | 17 | AUT Daniel Mesotitsch       | 36:05.9 | 3 (0+1+0+2)         | +30.2     |
| 6                 | 12 | RUS Ivan Tcherezov          | 36:09.2 | 3 (0+2+0+1)         | +33.5     |
| 7                 | 10 | AUT Dominik Landertinger    | 36:09.7 | 4 (1+0+1+2)         | +34.0     |
| 8                 | 1  | FRA Vincent Jay             | 36:10.3 | 1 (0+0+0+1)         | +34.6     |
| 9                 | 7  | CRO Jakov Fak               | 36:10.5 | 3 (1+0+1+1)         | +34.8     |
| 10                | 14 | GER Michael Greis           | 36:10.7 | 3 (0+0+1+2)         | +35.0     |
| 11                | 24 | POL Tomasz Sikora           | 36:13.1 | 3 (2+1+0+0)         | +37.4     |
| 12                | 2  | SWE Björn Ferry             | 36:13.3 | 2 (0+0+0+2)         | +37.6     |
| 13                | 3  | NOR Emil Hegle Svendsen     | 36:20.7 | 3 (0+0+1+2)         | +45.0     |
| 14                | 11 | FRA Simon Fourcade          | 36:28.1 | 1 (0+1+0+0)         | +52.4     |
| 15                | 23 | GER Andreas Birnbacher      | 36:30.2 | 3 (0+1+2+0)         | +54.5     |
| 16                | 26 | CZE Michal Šlesingr         | 36:35.6 | 2 (1+1+0+0)         | +59.9     |
| 17                | 13 | GER Arnd Peiffer            | 36:44.5 | 2 (0+0+2+0)         | +1:08.8   |
| 18                | 15 | USA Tim Burke               | 36:44.7 | 4 (0+0+3+1)         | +1:09.0   |
| 19                | 30 | NOR Halvard Hanevold        | 36:56.6 | 3 (0+1+0+2)         | +1:20.9   |
| 20                | 6  | BLR Sergey Novikov          | 36:59.3 | 3 (0+0+1+2)         | +1:23.6   |
| 21                | 27 | UKR Serguei Sednev          | 37:02.8 | 2 (0+0+2+0)         | +1:27.1   |
| 22                | 18 | RUS Anton Shipulin          | 37:04.7 | 3 (1+0+1+1)         | +1:29.0   |
| 23                | 29 | GER Christoph Stephan       | 37:11.4 | 4 (0+1+1+2)         | +1:35.7   |
| 24                | 22 | SUI Thomas Frei             | 37:12.9 | 2 (0+1+1+0)         | +1:37.2   |
| 25                | 9  | AUT Simon Eder              | 37:29.7 | 4 (0+0+2+2)         | +1:54.0   |
| 26                | 25 | UKR Andriy Deryzemlya       | 37:43.9 | 5 (0+2+3+0)         | +2:08.2   |
| 27                | 5  | NOR Ole Einar Bjørndalen    | 37:46.5 | 7 (1+2+3+1)         | +2:10.8   |
| 28                | 21 | SLO Klemen Bauer            | 38:16.9 | 5 (2+0+0+3)         | +2:41.2   |
| 29                | 28 | USA Jeremy Teela            | 38:36.1 | 4 (1+1+0+2)         | +3:00.4   |
| 30                | 20 | CAN Jean-Philippe Leguellec | 39:18.5 | 7 (0+4+0+3)         | +3:42.8   |

Legenda
| Recorde mundial      | Recorde mundial (World record)               |                       | Recorde africano                      | Recorde africano (African) |                                           | Q | Classificado por posição (Qualified) |
| Recorde olímpico     | Recorde olímpico (Olympic record)            | Recorde da América    | Recorde da América (Americas)         | q                          | Classificado por melhor tempo (Qualified) |   |                                      |
| Melhor marca do ano  | Melhor marca do ano (World leading)          | Recorde asiático      | Recorde asiático (Asian)              | DNS                        | Não largou (Did not start)                |   |                                      |
| Recorde nacional     | Recorde nacional (National record)           | Recorde europeu       | Recorde europeu (European)            | DNF                        | Não terminou (Did not finish)             |   |                                      |
| Recorde pessoal      | Recorde pessoal do atleta (Personal best)    | Recorde da Oceania    | Recorde da Oceania (Oceania)          | DSQ / DQ                   | Desclassificado (Disqualified)            |   |                                      |
| Recorde da temporada | Recorde da temporada do atleta (Season best) | Recorde sul-americano | Recorde sul-americano (South America) | NM                         | Sem marca (No mark)                       |   |                                      |